# Erycesta caudigera
Erycesta caudigera là một loài ruồi trong họ Tachinidae.